# Verladeanlage

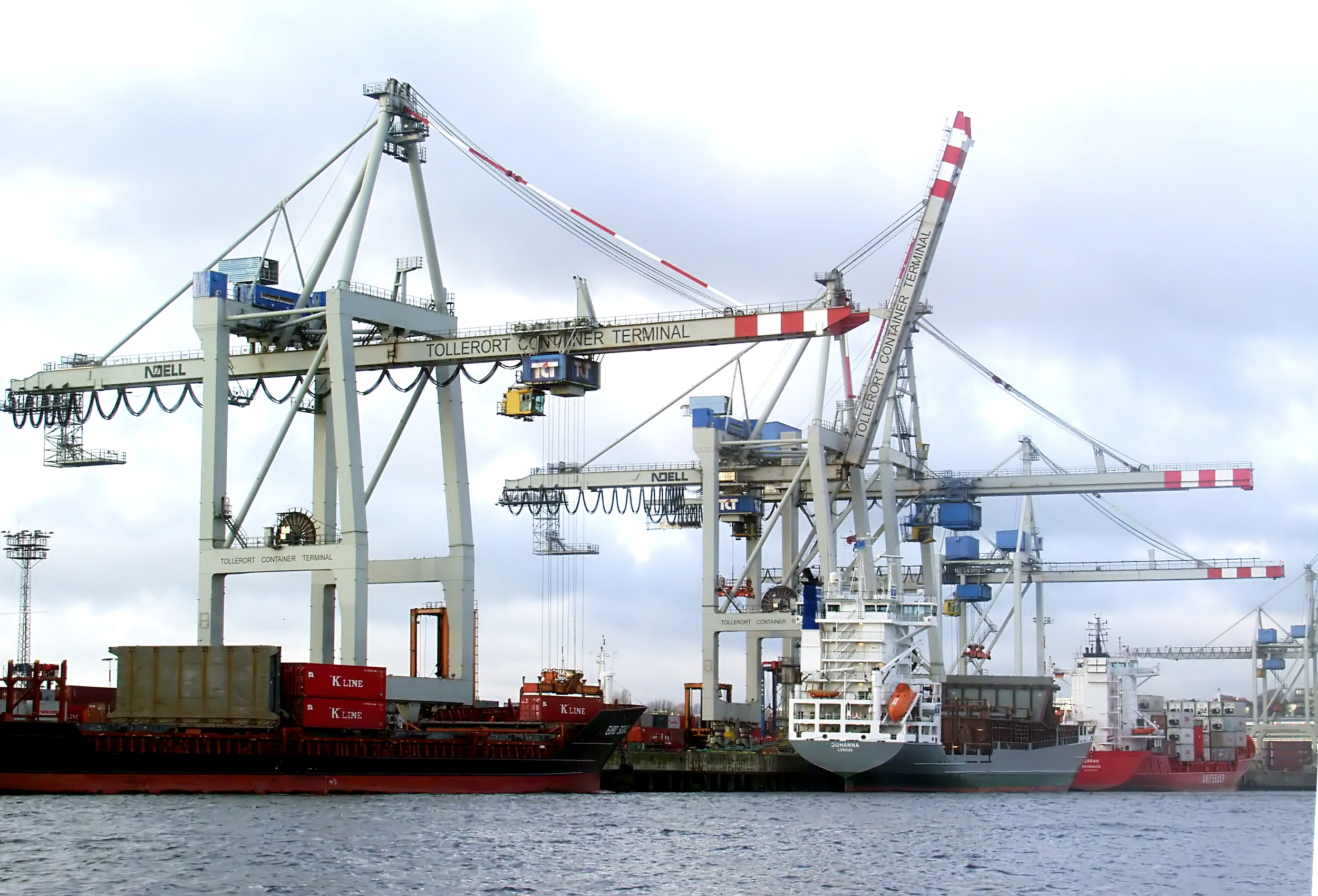
Containerbrücken im Hamburger Hafen

Eine Verlade- oder Umschlaganlage ist eine technische Vorrichtung, mit der Frachtgut auf einem Güterumschlagplatz auf andere Verkehrsträger verlastet werden.

## Hintergrund
Verladeanlagen dienen dem Umschlag unterschiedlicher Stoffe, Materialien oder Güter, bei denen die Transportmittel gewechselt oder neue Transporteinheiten zusammengestellt werden. Seit 1998 wird der „Neu- und Ausbau von Umschlaganlagen des Kombinierten Verkehrs nicht bundeseigener Unternehmen“ durch den Bund gefördert, um den Güterverkehr von der Straße auf die Schiene zu verlagern. Die derzeit gültige Fassung der Förderrichtlinie trat am 4. Januar 2017 in Kraft und läuft zum 31. Dezember 2021 aus. Es können auch komplette LKW auf die Schiene oder Schiffe verladen werden.
Verladeanlagen befördern Container, Schüttgut, Gase und Flüssigkeiten. Sie sind meistens an Güterbahnhöfen, großen Containerterminals oder auf Flughäfen üblich. Es wird sowohl in als auch aus Fahrzeugen geladen (das Ausladen von Waren aus Schiffen wird Löschen genannt).

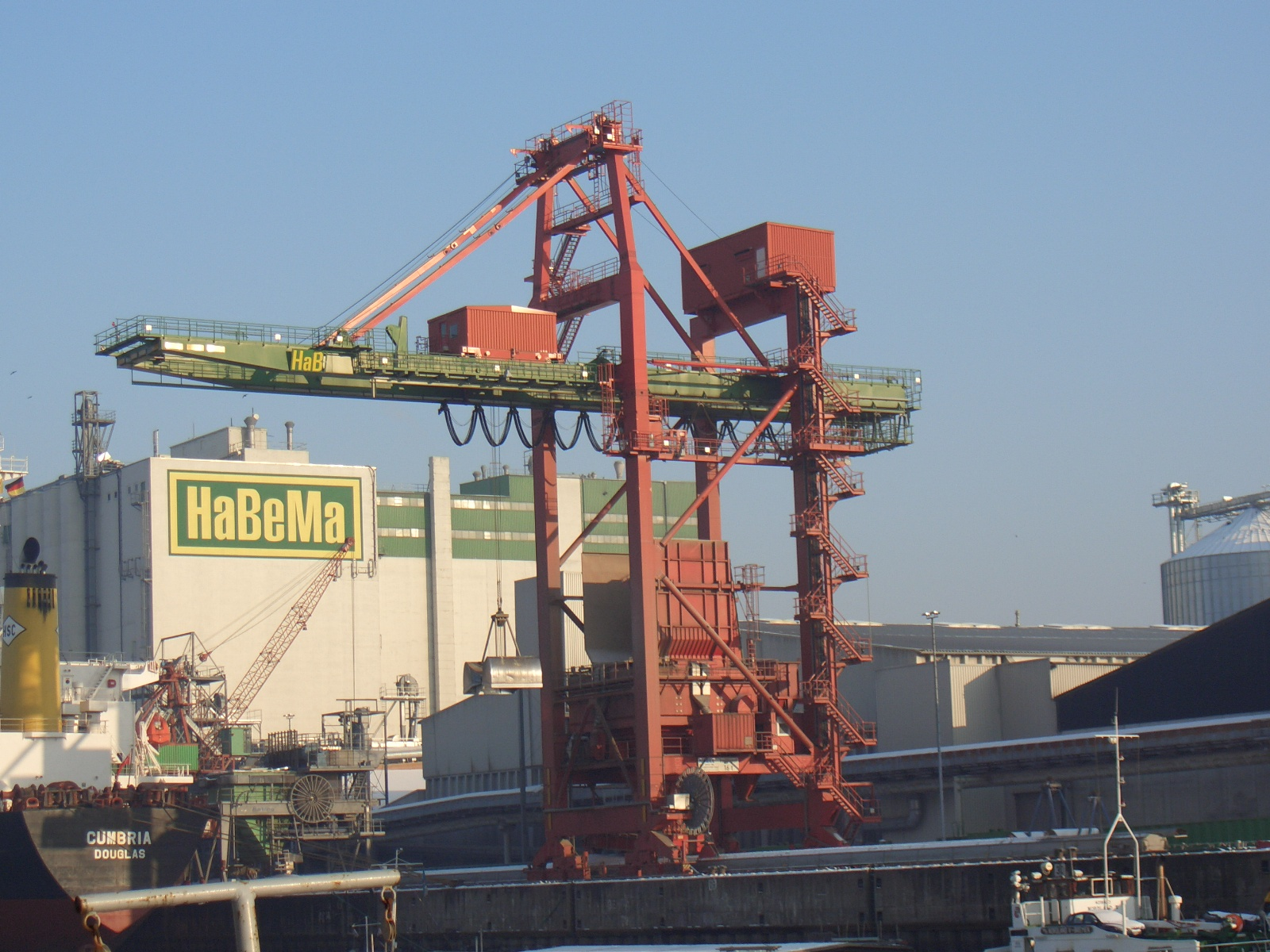
Getreidesauger auf einer Pier

Als Verladeanlage dienen beispielsweise Containerbrücken, Kran- und Sauganlagen sowie Förderbänder und Laufkatzen. In Häfen oder Lagern werden die Güter mit Flurförderzeugen bewegt.

## Flughafenverladeanlagen
Auf Flughäfen kommen unter anderem Hubtische zum Einsatz. Die Verladung von Frachtgütern geschieht dabei zum Schutz der Ladung vor widrigen Witterungsbedingungen in einer Frachthalle. Dies ermöglicht eine besonders leichte Verpackung, da die Güter beispielsweise nicht zusätzlich gegen Feuchtigkeit geschützt werden müssen. Die Fracht wird in der Halle gelagert und die Flugzeuge werden direkt vor Ort be- oder entladen. Die Frachthalle bietet Laderampen für die Anlieferung der Waren mit Lastkraftwagen. Für die Zollabfertigung steht ein eigener Bereich zur Verfügung. Neben Fahrflächen für Flurförderzeuge stehen automatische Sortier- und Verteilanlagen mit Rollbahnen und Förderbändern zur Verfügung. Daneben gibt es Packplätze, um Güter zusammenzustellen und Paletten zu beladen, die teilweise über ortsfeste Hubbühnen verfügen. Fertige Paletten werden anschließend auf Dollies (Palettenwagen) verladen. Da sich die Stellflächen teilweise in einem überdachten Bereich außerhalb der Frachthalle befinden, müssen die Paletten mit einem Witterungsschutz versehen werden. Die eigentlichen Verladeflächen müssen ausreichend Platz bieten, um Umschladderäte neben dem Frachtflugzeug zu platzieren. Ergänzend können Förderbänder mit ausfahrbaren Abfertigungsbrücken vorhanden sein.